# Dendrobium bigibbum
Dendrobium bigibbum är en orkidéart som beskrevs av John Lindley. Dendrobium bigibbum ingår i släktet Dendrobium, och familjen orkidéer. Inga underarter finns listade i Catalogue of Life.

## Bildgalleri

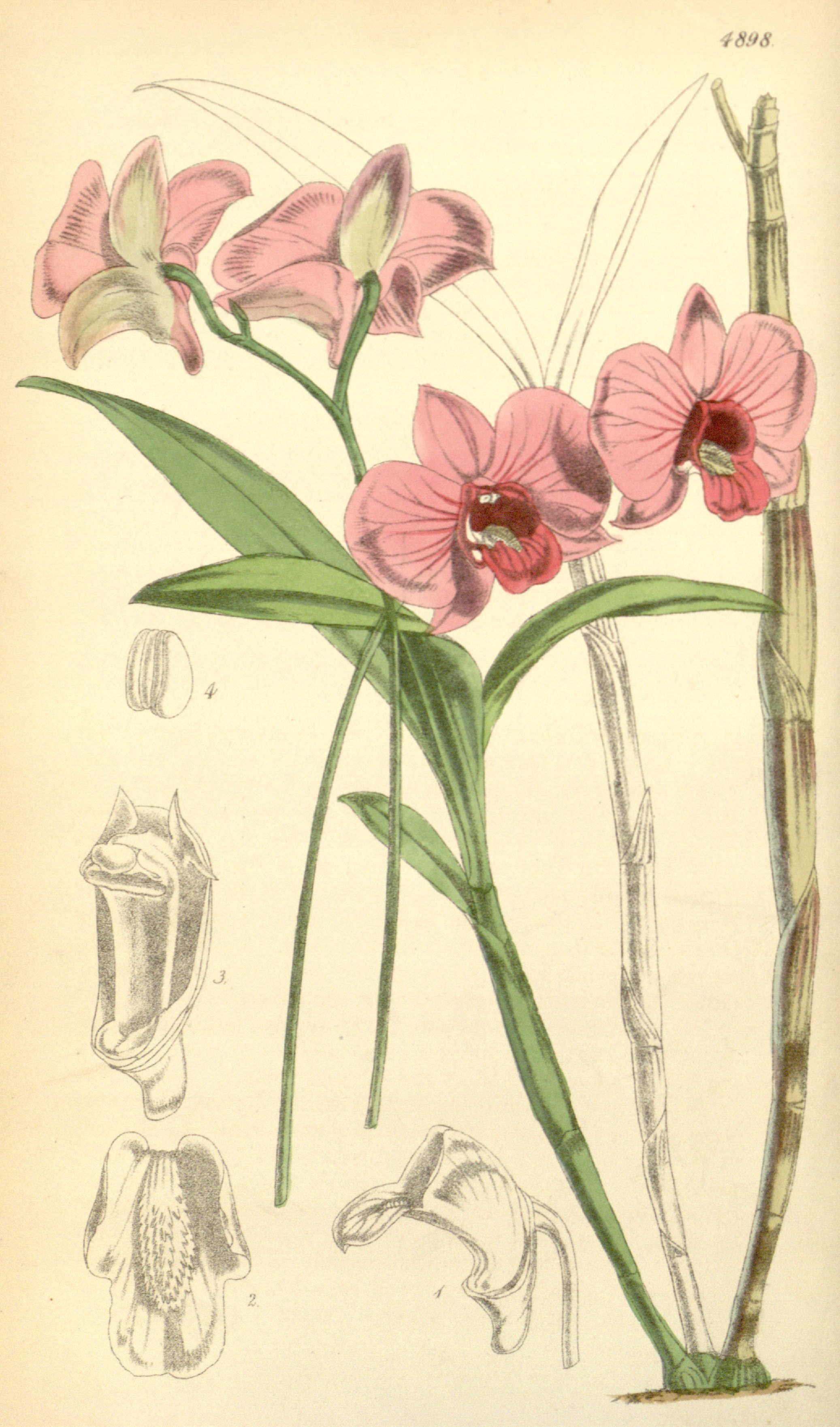
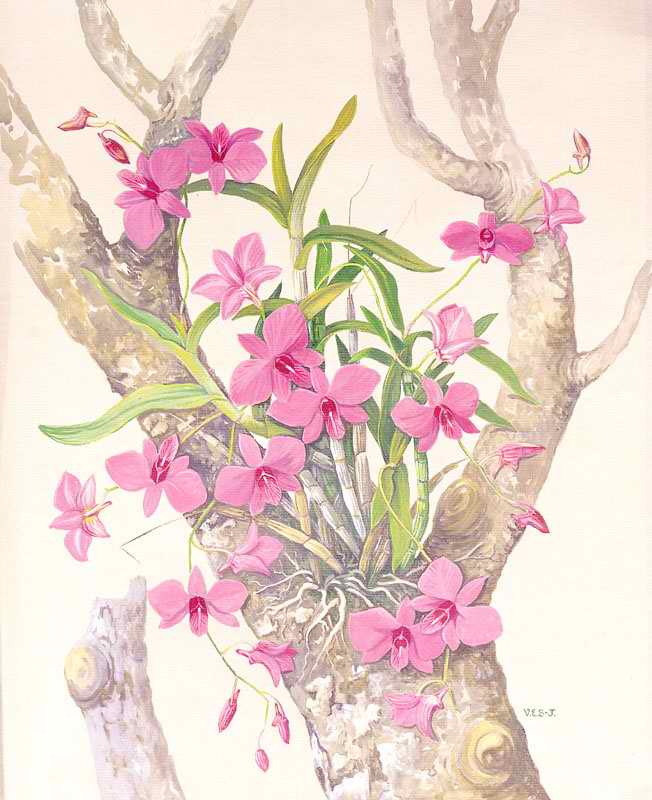